# Dannerhuset
Dannerhuset er bygningen, der rummer organisationen Danner, tidligere kendt som Grevinde Danner Stiftelsen. Huset blev oprindeligt opført som Frederik VII's Stiftelse for fattige Fruentimmer af Arbejderklassen. 
Danner er i dag en moderne, professionel, privat organisation, der arbejder nationalt og internationalt for at stoppe vold mod kvinder og børn. Alle organisationens aktiviteter udspringer af det overordnede mål at sikre, at kvinder og børn kan leve et liv uden vold og overgreb. 
Organisationens fredede bygning i Nansensgade i København rummer et krisecenter for voldsudsatte kvinder og deres børn; et videnscenter, der dokumenterer og formidler viden om vold i nære relationer, arbejder politisk for at forbedre vilkårene for voldsudsatte og driver en række nationale og internationale projekter; samt en driftsafdeling. Derudover driver Danner det ambulante rådgivningstilbud Sig Det Til Nogen i et konsortium med en række andre krisecentre. 
Danner har 50 ansatte og omkring 200 frivillige med Mette Marie Yde som direktør og er et af landets ældste og største rådgivnings- og krisecentre for voldsudsatte kvinder og børn. 
Krisecentret modtager årligt mere end 2.500 henvendelser fra voldsramte kvinder. Krisecentret har plads til 18 kvinder og 18 børn og huser ca. 60 kvinder og børn om året. De bor i huset i en kortere eller længere periode. 

## Dannerhusets historie
Organisationens bygning i Nansensgade i København er opført i årene 1873-75 af Frederik VII's Stiftelse for fattige Fruentimmer af Arbejdsklassen, der blev grundlagt af Grevinde Danner. Bygningen, der siden er blevet fredet, er tegnet af slotsforvalter og arkitekt Theodor Zeltner.
Det var Louise Rasmussen, også kendt som Grevinde Danner, Kong Frederik VII’s foragtede hustru til venstre hånd, der grundlagde huset. Hun blev født som uægte barn af en tjenestepige, men blev gift med Danmarks konge. Hun mødte som ung balletdanser ved Det kongelige Teater den daværende kronprins Frederik, som forelskede sig i hende. Da han senere blev konge, gennemtrumfede han mod regeringens og kongehusets ønske ægteskabet. 
Efter Frederik VII's død arvede Grevinde Danner store værdier. Til trods for sin nye position fornægtede hun aldrig sin fattige herkomst og grundlagde i 1873 stiftelsen for ubemidlede kvinder af arbejderklassen. Stiftelsens formål stod beskrevet i dens vedtægt, fundatsen af 30. oktober, konfirmeret 25. november 1873. Huset bestod af små lejligheder med selvstændigt køkken. Her kunne enlige kvinder, ugifte eller enker, bo, hvis de i øvrigt var i stand til at forsørge sig selv. Huset blev dengang drevet af en ekstern bestyrelse på 3 mænd fra Justitsministeriet. Det rummede fribolig for 52 ældre, fattige fruentimmer af arbejderklassen: 
35 fra Københavns og 17 fra Frederiksberg Kommune.
Bygningen blev opført i nyromansk stil på granitsokkel af røde mursten i kælder og 3 etager med fremspringende midtparti på nordsiden. Grundstenen blev nedlagt 7. august 1873 og bygningen indviet 6. oktober 1875.
Siden 1883 havde stiftelsen huset enlige fruentimmere af arbejderstanden, men i 1979 boede der kun fire kvinder i stueetagen. Det blev afgørende for Dannerhusets fremtid. Havde de fire ikke boet i huset, var Dannerhusets historie sluttet der, og Grevinde Danner Stiftelsen havde ikke eksisteret i dag – i hvert fald ikke i huset i Nansensgade i det Indre København. 
Op gennem 1900-tallet blev husets oprindelige målgruppe mindre og mindre i takt med, at socialloven og boligforholdene gjorde det lettere at være ’fattige Fruentimmer’. Derfor lod stiftelsens bestyrelse huset forfalde med årene. Det gamle hus var forgældet og ikke længere egnet til beboelse.
I 1979 var bestyrelsens plan således at sælge huset og nedlægge stiftelsen. Bestyrelsen ventede bare på, at Justitsministeren skulle godkende en lille ændring i Dannerstiftelsens fundats, så entreprenørfirmaet Jespersen & Søn kunne købe huset. Ændringen gik igennem, og huset var solgt. 
Men en mørk novembernat i 1979 samledes over 300 kvinder til seminar i København. Men seminaret var kun et dække over en af de største aktioner i det 20. århundredes danske kvindebevægelse. Kvinderne rykkede ind i den halvtomme bygning i Nansensgade og besatte den. De ønskede, at stiftelsen fortsat skulle være for udsatte kvinder. Besættelsen var en protest mod bestyrelsens planer om at sælge bygningen til et entreprenørfirma, der ville rive den ned for i stedet at bygge kontorer på den attraktive adresse. Det blev derfor besluttet at etablere et kvindehus og et krisecenter. Besættelsen af Dannerhuset markerede startskuddet for den danske krisecenterbevægelse.
Der var stor folkelig opbakning bag kvindernes sag. Pressen fulgte sagen intenst. Samtidig med at kvinderne besatte huset, rejste Nansensgade Beboerforening en fredningssag. Sagen blev vundet, og så var det pludselig ikke mere så interessant at være ejer af ejendommen, fordi firmaet ikke måtte rive huset ned og bygge kontorer. Grunden var nu ubrugelig for Jespersen & Søn, og de tilbød kvinderne at købe huset, hvis de i løbet af kort tid kunne skaffe de 2,8 millioner kroner (svarer pr. 2024 til ca. 10,9 millioner), som huset kostede.
Kvinderne satte en landsindsamling og mange aktioner, demonstrationer og støttefester i gang, og i løbet af kort tid lykkes det dem at rejse de nødvendige penge. Kvindeorganisationerne havde i første omgang insisteret på kvit og frit at overtage huset i direkte forlængelse af grevindens fundats, men måtte indse, at vejen til at få ret til Dannerhuset gik gennem et egentligt køb. Huset er nu fredet, og det ejes og drives af Kvindecenterfonden Dannerhuset, der blev grundlagt kort efter besættelsen af huset i 1980.
Efter overtagelsen af huset samlede kvinderne flere penge ind, så de kunne renovere den forfaldne bygning. Et stort genopbygningsarbejde gik i gang, mens visionerne om Dannerhusets brug så småt blev realiseret. Kvindelige arkitekter, ingeniører, håndværkere og frivillige udførte den gennemgribende renovering af huset. I Danmark er Dannerhuset det eneste eksempel på et renoveringsprojekt i den størrelsesorden udført udelukkende af kvinder.

### Dannerhuset i dag
I forlængelse af kvindebevægelsens parole ’det private er politisk’ blev der åbnet for diskussion om og aktioner til fordel for voldsudsatte kvinder. Dannerhuset kom hurtigt til at rumme et krisecenter med nødboliger for kvinder og børn, som måtte forlade en voldelig partner og far, og samtidig blev der skabt rammer for et kvindehus med kreative værksteder, udstillingslokaler, møde- og festlokaler, foredrag og diskussion af kvindepolitiske emner.
Krisecenteret har været i uafbrudt drift siden, mens der i 1990’erne ikke var mange udadrettede kvindecenteraktiviteter. Det blev der sat fokus på ved strukturændringen i 2000, hvor ansvaret for den daglige drift blev udmøntet i to koordinatorstillinger for hhv. Kvindecenter og Krisecenter. 

### Forandring og modernisering
Kvindecenterfonden Dannerhuset var helt fra starten i 1980 baseret på en flad struktur uden ledere. Det var de frivillige kræfter, som gjorde arbejdet og bestemte, hvordan huset skulle drives og udvikle sig. Derfor blev Fællesrådsmødet husets øverste myndighed i alle politiske og driftsmæssige spørgsmål, mens Fondsbestyrelsen havde ansvar for, at Dannerhusets formål blev indfriet, og at der var styr på økonomien. 
I 2005 var Danner atter igennem en større forandringsproces for at tilpasse huset de øgede krav fra omverdenen. Det var nødvendigt med en klarere fordeling af ansvar og kompetencer for at gøre det muligt at håndtere de daglige udfordringer bedre og hurtigere end den hidtidige flade struktur gav mulighed for. Danner ansatte derfor en direktør, Vibe Klarup Voetmann, i november 2005. Fra 2016 til 2022 var Lisbeth Jessen direktør for Danner. 
I dag er Danner en privat organisation med 50 ansatte og omkring 200 frivillige med Mette Marie Yde som direktør. Organisationen arbejder nationalt og internationalt for at stoppe vold mod kvinder og børn.
I Danmark tilbyder Danner både ambulant rådgivning og krisecenterophold for voldsudsatte kvinder og deres børn. Danners videnscenter har specialiseret viden om kønsbaseret vold, laver politisk fortalerarbejde og driver projekter, som styrker voldsudsatte kvinder og fremmer ligeværd i samfundet.
Danner arbejder bl.a. for at udbrede budskabet om, at bekæmpelse af kvindedrab, krænkelser og dominans mod kvinder bør have højeste politiske og samfundsmæssige prioritet, og at løsningsforslagene skal være kønsbalancerede.